# Vincitori del premio Attilio Micheluzzi
Nelle seguenti tabelle sono riportati i vincitori del premio Attilio Micheluzzi.

## Edizione 1998
I Premi sono stati assegnati utilizzando i voti dei lettori della rivista "MegaZine" e quelli dei clienti delle Fumetterie Infinity Shop di Napoli e Roma.
| Categoria                              | Vincitori               | Candidati |
| -------------------------------------- | ----------------------- | --- |
| Miglior sceneggiatore italiano         | Claudio Chiaverotti     | Tiziano Sclavi, Alfredo Castelli, Lorenzo Bartoli, Diego Cajelli, Claudio Chiaverotti                                                                                        |
| Miglior disegnatore italiano           | Giuseppe Palumbo        | Giuseppe Palumbo, Corrado Roi, Luca Tarlazzi, Marco Nizzoli, Roberto De Angelis                                                                                              |
| Miglior autore completo italiano       | Vittorio Giardino       | Luca Enoch, Massimiliano Frezzato, Vittorio Giardino, Leo Ortolani, Carlo Ambrosini                                                                                          |
| Miglior copertinista italiano          | Paolo Parente           | Massimo Carnevale, Angelo Stano, Claudio Villa, Paolo Parente, Alex Horley                                                                                                   |
| Miglior giovane autore italiano        | Riccardo Crosa          | Leomacs, Giuseppe Camuncoli, Riccardo Crosa, Alberto Ponticelli, Luca Rossi                                                                                                  |
| Miglior critico e saggista italiano    | Daniele Brolli          | Andrea Plazzi, Luca Boschi, Kappa boys, Pasquale Ruggiero & Francesco Cinquemani, Daniele Brolli                                                                             |
| Miglior rivista                        | Il Corvo presenta       | Wiz, Il Corvo presenta, Kappa Magazine, Animania, Play Magazine |
| Miglior serie o miniserie italiana     | Rat-Man Collection      | Napoleone (Sergio Bonelli Editore), Rigor Mortis (Stelle & Strisce), Randall McFly (SF Edizioni), Rat-Man Collection (Cult Comics), Tosca                                    |
| Miglior serie o miniserie statunitense | Kingdom Come            | Strangers in Paradise (BAO Publishing), Stray Bullets (Panini Comics), Preacher (Magic Press), Kingdom Come (Play Press), Bone (Panini Comics)                               |
| Miglior serie o miniserie giapponese   | La storia dei tre Adolf | Devilman (Dynamic Italia), L'immortale (Planet Manga), La storia dei tre Adolf (Hazard Edizioni), Slam Dunk (Planet Manga), Mikami - Agenzia acchiappafantasmi (Star Comics) |
| Miglior volume (inedito)               | Verso la tempesta       | Sandman: la veglia, La città, Jonas Fink: l'infanzia, Verso la tempesta, Palestina                                                                                           |
| Miglior volume (ristampa)              | L'Incal Luce            | L'Incal Luce, Watchmen, Zanardi, The Books of Magic, Calvin & Hobbes |
| Miglior autoproduzione                 | Bonerest                | Battaglia, Interzona, Kerosene, Il Massacratore, Bonerest (Innocent Victim/Magic Press)                                                                                      |
| Miglior editore                        | Magic Press             | Eleggibili tutte le case editrici editrici italiane del settore. |

## Edizione 2000
Per la seconda edizione, in occasione del decennale della scomparsa dell'autore adottato dalla città di Napoli, Attilio Micheluzzi, venne consegnata una targa commemorativa alla famiglia, durante la cerimonia di premiazione di Napoli Comicon. I premi della seconda edizione furono assegnati in seguito alla votazione dei lettori del MegaZine, quattro su scelta di Napoli COMICON e uno su indicazione di autori, critici ed editori del settore.
| Categoria                      | Vincitori | Candidati |
| ------------------------------ | --- | --- |
| Miglior serie italiana         | Rat-Man | Mickey Mouse Mystery Magazine (Disney), Rat-Man (Cult Comics), Nathan Never (Sergio Bonelli Editore), Diabolik (Astorina), Julia (Sergio Bonelli Editore)          |
| Miglior serie straniera        | Preacher | Preacher (Magic Press), Spawn (Cult Comics), I Simpson (Macchia Nera), Bastard!! (Planet Manga), Maison Ikkoku - Cara dolce Kyoko (Star Comics)                    |
| Miglior sceneggiatore italiano | Giancarlo Berardi | Giancarlo Berardi (Julia), Tito Faraci (Mickey Mouse M. Magazine), Roberto Recchioni (Logan), Carlo Ambrosini (Napoleone), Claudio Piersanti (Stigmate)            |
| Miglior disegnatore italiano   | Roberto De Angelis | Francesca Ghermandi (Pastil), Davide Toffolo (Fandango), Roberto De Angelis (Nathan Never), Filippo Scòzzari (Figate), Massimiliano Frezzato (I custodi del Maser) |
| Miglior opera a fumetti        | La casta dei Meta-Baroni | La casta dei meta-baroni (Alessandro Editore), Invisibili (Magic Press), Buddha (Hazard), Cages (Macchia Nera), Stigmate (Einaudi)                                 |
| Premiati da Comicon            | Enki Bilal (alla carriera) Charles Vess (alla carriera) Glamour International (20º anniversario) "Mano fumetti scritti disegni" (miglior iniziativa editoriale) | |

## Edizione 2001
Il comitato scientifico è stato composto da: Andrea Grilli, Gianfranco Goria, Giulio Cesare Cuccolini, Marco Bianchini, Bepi Vigna, Alessandro Onori, Paola Bristot, Giuseppe Peruzzo, Marco Pellitteri, Attilio Zollo, Paolo Guiducci, Michele Ginevra, Max Criviello, Massimo Vincenti, Mario Punzo, Katja Centomo, Thomas Martinelli, Claudio Secondi, Nessim Vaturi, Raffaele De Fazio e Emanuele Di Giorgi.
| Categoria                      | Vincitori | Candidati |
| ------------------------------ | --- | --- |
| Miglior serie italiana         | Julia | Diabolik (Astorina), Gea (Sergio Bonelli Editore), Rat-Man Collection (Marvel Italia), Julia (Sergio Bonelli Editore), Lazarus Ledd (Star Comics)                      |
| Miglior serie straniera        | Hellblazer | Marvel Knights (Marvel Italia), Gundam (Marvel Italia), I"s (Star Comics), Hellblazer (Magic Press), Planetary (Magic Press)                                           |
| Miglior sceneggiatore italiano | Alfredo Castelli | Lorenzo Bartoli, Ade Capone, Alfredo Castelli, Vincenzo Cerami, Massimiliano De Giovanni                                                                               |
| Miglior disegnatore italiano   | Paolo Bacilieri | Paolo Bacilieri, Paolo Serpieri, Davide Toffolo, Vanna Vinci, Silvia Ziche                                                                                             |
| Miglior opera a fumetti        | Al tempo di papà | Al tempo di papà (Marvel Italia) , I tecnopadri (Alessandro Editore), Come la vita (Mare Nero), L'Autoroute du soleil (Coconino Press), Love and Rockets (Magic Press) |
| Miglior editore                | Coconino Press | Eleggibili tutte le case editrici editrici italiane del settore. |
| Premiati da Comicon            | José Muñoz (ospite d'onore) Carlos Trillo (autore meritevole) Maus di Art Spiegelman, Einaudi (miglior iniziativa editoriale) 10º anniversario della Topolin Edizioni (evento meritevole) | |

## Edizione 2002
Il comitato scientifico è stato composto da: Andrea Grilli, Gianfranco Goria, Giulio Cesare Cuccolini, Marco Bianchini, Bepi Vigna, Alessandro Onori, Paola Bristot, Giuseppe Peruzzo, Marco Pellitteri, Attilio Zollo, Paolo Guiducci, Michele Ginevra, Max Criviello, Massimo Vincenti, Mario Punzo, Katja Centomo, Thomas Martinelli, Claudio Secondi, Nessim Vaturi, Raffaele De Fazio, Emanuele Di Giorni, Fabio Gadducci e Mirko Tavosanis.
| Categoria                      | Vincitori                                                                                              | Candidati |
| ------------------------------ | --- | --- |
| Miglior serie italiana         | Napoleone                                                                                              | Rat-Man (Panini Comics), Napoleone (Sergio Bonelli Editore), W.I.T.C.H. (Walt Disney Company Italia), Magico Vento (Sergio Bonelli Editore), Diabolik (Astorina) |
| Miglior serie straniera        | 100 Bullets                                                                                            | Transmetropolitan (Play Press), 100 Bullets (Magic Press), Rookies (Star Comics), Rising Stars (Panini Comics), ARMS (Panini Comics)                             |
| Miglior sceneggiatore italiano | Francesco Artibani                                                                                     | Francesco Artibani, Massimo Semerano, Lorenzo Bartoli, Ade Capone, Tito Faraci                                                                                   |
| Miglior disegnatore italiano   | Giuseppe Palumbo                                                                                       | Paolo Bacilieri, Giuseppe Palumbo, Massimo Bonfatti, Davide Toffolo, Vanna Vinci                                                                                 |
| Miglior opera a fumetti        | From Hell                                                                                              | Icaro (Coconino Comics), From Hell (Magic Press), Love and Rockets (Magic Press), Goldfish (Black Velvet), Osamu Tezuka. Una biografia manga (Coconino Press)    |
| Miglior editore                | Coconino Press                                                                                         | Eleggibili tutte le case editrici editrici italiane del settore.                                                                                                 |
| Premi speciali Comicon         | Milo Manara (ospite d'onore) 20º anniversario delle Edizioni Glamour International (evento meritevole) | |

## Edizione 2003
Il comitato scientifico è stato composto da Andrea Grilli, Gianfranco Goria, Giulio Cesare Cuccolini, Matteo Losso, Bepi Vigna, Alessandro Onori, Paola Bristot, Giuseppe Peruzzo, Marco Pellitteri, Attilio Zollo, Valentina Semprini, Michele Ginevra, Mario Punzo, Thomas Martinelli, Claudio Secondi, Nessim Vaturi, Raffaele De Fazio, Emanuele di Giorgi, Fabio Gadducci, Mirko Tavosanis, Alberto Becattini, Emiliano Longobardi, Alda Teodorani, Davide Roberto Papini e Francesco Cappelletti.
| Categoria                      | Vincitori                            | Candidati |
| ------------------------------ | ------------------------------------ | --- |
| Miglior serie italiana         | Rat-Man                              | Magico Vento (Sergio Bonelli Editore), Diabolik (Astorina), W.I.T.C.H. (Disney Italia), Rat-Man (Panini Comics), La dottrina (Magic Press)                                                                     |
| Miglior serie straniera        | Black Jack                           | Hellblazer (Magic Press), Black Jack (Hazard Edizioni), Dago (Eura Editoriale), New X-Men (Panini Comics), Authority (Magic Press)                                                                             |
| Miglior sceneggiatore italiano | Gianfranco Manfredi                  | Davide Toffolo, Alfredo Castelli, Lorenzo Bartoli, Alessandro Bilotta, Gianfranco Manfredi |
| Miglior disegnatore italiano   | Corrado Mastantuono                  | Massimo Carnevale, Giuseppe Camuncoli, Alessandro Barbucci & Barbara Canepa, Igort, Corrado Mastantuono |
| Miglior opera a fumetti        | La Lega degli Straordinari Gentlemen | Nosferatu (Grifo Edizioni), Dispersion (Coconino Press), Carnera. La montagna che cammina (Biblioteca dell'Immagine), La Lega degli Straordinari Gentlemen (Magic Press), Le regole del gioco (Kappa Edizioni) |
| Miglior editore                | Coconino Press                       | Eleggibili tutte le case editrici editrici italiane del settore |
| Premio speciale Comicon        | Scuola di fumetto (Coniglio Editore) | miglior iniziativa editoriale |

## Edizione 2004
Il comitato premi è stato composto da venticinque addetti ai lavori, scelti tra rappresentanti di scuole, siti, librerie, stampa e critica.
| Categoria                      | Vincitori | Candidati |
| ------------------------------ | --- | --- |
| Miglior serie italiana         | Monster Allergy | Monster Allergy (Disney Comics), John Doe (Eura Editoriale), Napoleone (Sergio Bonelli Editore), Lazarus Ledd (Star Comics), Diabolik (Astorina)                                                            |
| Miglior serie straniera        | Ai tempi di Bocchan | 20th Century Boys (Panini Comics), Ai tempi di Bocchan (Coconino Press), Devil & Hulk (Panini Comics), Fables (Magic Press), Bouncer (Edizioni il Grifo)                                                    |
| Miglior sceneggiatore italiano | Luca Enoch | Matteo Casali (Bonerest), Tito Faraci (Diabolik/Dylan Dog), Diego Cajelli (Milano criminale), Carlo Ambrosini (Napoleone), Luca Enoch (Gea/Morgana)                                                         |
| Miglior disegnatore italiano   | Gipi | Massimiliano Frezzato (I custodi del Maser 5), Vittorio Giardino (No pasaran vol.2/Viaggi di sogno), Gipi (Esterno notte), Mario Alberti (Morgana), Giancarlo Alessandrini (Oltremare vol.2/Martin Mystère) |
| Miglior opera a fumetti        | 32 dicembre | Il rumore della brina (Einaudi), 32 dicembre (Alessandro Editore), Persepolis (Lizard Edizioni), Hicksville (Black Velvet), Black Hole (Coconino Press)                                                     |
| Miglior editore                | Black Velvet | Eleggibili tutte le case editrici editrici italiane del settore. |
| Premio speciale Comicon        | "Ineditalia" - Autori italiani all'estero, Edizioni ANAFI (migliore iniziativa editoriale) 30 anni di Les Humanoïdes Associés (evento meritevole) | |

## Edizione 2005
Il comitato premi è composto da venticinque addetti ai lavori, scelti tra rappresentanti di scuole, siti, librerie, stampa e critica.
| Categoria                      | Vincitori                                                          | Candidati |
| ------------------------------ | ------------------------------------------------------------------ | --- |
| Miglior serie italiana         | John Doe                                                           | Jonathan Steele (Star Comics), Winx Club (Rainbow), Jhon Doe (Eura Editoriale), Nathan Never (Sergio Bonelli Editore), Pinky (Il Giornalino/Periodici San Paolo)                                |
| Miglior serie straniera        | Monster                                                            | Gundam Origini (Star Comics), Monster (Panini Comics), Pilgrim Jaeger (FlashBook), Y - L'ultimo uomo sulla Terra (Magic Press)                                                                  |
| Miglior sceneggiatore italiano | Massimo Semerano                                                   | Tito Faraci (Dylan Dog/Diabolik), Lorenzo Bartoli e Roberto Recchioni (Jhon Doe), Massimo Semerano (Europa), Andrea Castellan (Topolino), Alberto Ostini (Nathan Never)                         |
| Miglior disegnatore italiano   | Massimo Carnevale                                                  | Stefano Tamiazzo (La Mandiguerre), Fabio Celoni (Dylan Dog), Massimo Carnevale (I colori di Carnevale), Carmine Di Giandomenico (Oudeis), Sara Colaone (Lupin III Millennium/Nei panni di Zazà) |
| Migliore opera a fumetti       | Blankets                                                           | Blankets (Coconino Press), Appunti per una storia di guerra (Coconino Press), Pillole blu (Kappa Edizioni), Monsieur Jean (Indy Press), Sshhhh! (Black Velvet)                                  |
| Miglior editore                | Kappa Edizioni                                                     | Eleggibili tutte le case editrici editrici italiane del settore. |
| Premio speciale Comicon        | Sergio Toppi Quarantennale della rivista linus (evento meritevole) | |

## Edizione 2006
La giuria è composta da Alfredo Castelli (presidente), Giusto Toni, Meg, Paul Karasik e Sergio Brancato.
| Categoria                                      | Vincitori                                                       | Candidati |
| ---------------------------------------------- | --------------------------------------------------------------- | --- |
| Miglior libro a fumetti                        | Fats Waller                                                     | Fats Waller (Coconino Press), Il re bianco (Coconino Press), Questa è la stanza (Coconino Press), Sharaz-de (Edizioni Di), Una lacrima sul viso (I Cani) |
| Migliore sceneggiatura per un libro a fumetti  | Giorgio Mascitelli                                              | Giorgio Mascitelli (Una lacrima sul viso), Otto Gabos (Apartments), Gipi (Questa è la stanza), Sergio Toppi (Sharaz-de 2), Paolo Bacilieri (Zeno Porno) |
| Miglior disegno per un libro a fumetti         | Gipi                                                            | Gipi (Questa è la stanza), Antonella Toffolo (Gina cammina), Davide Toffolo (Il re bianco), Gabriella Giandelli (Interiorae 1), Sergio Toppi (Sharaz-de 2) |
| Miglior libro a fumetti estero                 | Cinema Panopticum                                               | Autobiografico (Kappa Edizioni), Black Hole vol. 3 (Coconino Press), Cinema Panopticum (Black Velvet), Il complotto (Einaudi), Pollo alle prugne (Sperling & Kupfer), Riduttore di velocità (Kappa Edizioni) |
| Miglior riedizione                             | Diario Vitt                                                     | Diario Vitt (La Repubblica), Peanuts (Panini Comics), Snake Agent (Coniglio Editore), The Spirit: Gli archivi vol. 12 (Kappa Edizioni), Zeno Porno (Kappa Edizioni) |
| Miglior serie realistica                       | Dampyr                                                          | Dago (Eura Editoriale), Dampyr (Sergio Bonelli Editore), I custodi del maser (Vittorio Pavesio Productions), John Doe (Eura Editoriale), Magico Vento (Sergio Bonelli Editore) |
| Miglior sceneggiatura per una serie realistica | Alessandro Bilotta                                              | Mauro Boselli (Il grande fiume, Dampyr n. 66), Sandrone Dazieri e Tito Faraci (Ginko: prima di Diabolik), Alessandro Bilotta (La dottrina n. 3), Gianfranco Manfredi (Il crepuscolo degli eroi, Magico Vento n. 100), Paolo Bacilieri (Il gioco della verità, Napoleone n. 45)                                                                    |
| Miglior disegno per una serie realistica       | Majo                                                            | Luca Rossi (La foto che urla, Dampyr n. 61), Majo (Il grande fiume, Dampyr n. 66), Giuseppe Palumbo (Ginko: prima di Diabolik), Massimiliano Frezzato (Il villaggio perduto, I custodi del maser n. 6), Maurizio Rosenzweig (La natura della bestia, Jhon Doe n. 28)                                                                              |
| Miglior serie umoristica                       | Rat-Man                                                         | Giubba Rozza (Ned/50Cartoon Club), Leo Pulp (Sergio Bonelli Editore), Lupo Alberto (McK Publishing), Monster Allergy (THe Walt Disney Company Italia/Buena Vista Comics), Rat-Man (Panini Comics) |
| Miglior sceneggiatura per una serie umoristica | Giovanna Zoboli                                                 | Corrado Mastantuono (Bum Bum e la minaccia dello zodiaco nero, Topolino n. 2609), Piero Lusso (Lupo Alberto n. 246), Giovanni Di Gregorio (La forma dell'ombra, Monster Allergy n. 23), Giovanna Zoboli (Pilly, in Baribal), Casty (Topolino e l'uomo ingannatempo, Topolino n. 2597)                                                             |
| Miglior disegno per una serie umoristica       | Antonello Dalena, Arianna Rea, Paolo Campinoti e Paolo Ferrante | Massimo Bonfatti (I delitti di Sunset Boulevard, Leo Pulp n. 2), Donald Soffritti (L'agente segreto del cavolo, PP8 n. 1), Bruno Cannucciari (Lupo Alberto n. 246), Antonello Dalena, Arianna Rea, Paolo Campinoti e Paolo Ferrante (L'occhio di Maggoth, Monster Allergy n. 27), Stefano Turconi (Il collegio delle meraviglie, Wondercity n. 1) |
| Migliore serie estera                          | Bone                                                            | Blacksad (Lizard Edizioni), Bone (Panini Comics), Ex Machina (Magic Press), Gotham Central (Play Press), La Fenice (Hazard Edizioni), Monster (Panini Comics) |

## Edizione 2007
La giuria è composta da Luca Enoch (presidente), Davide Toffolo, Fabrizio Margarìa, Fausto Brizzi e Daniele Sepe.
| Categoria                                             | Vincitori                   | Candidati |
| ----------------------------------------------------- | --------------------------- | --- |
| Miglior romanzo grafico                               | Pandemonio                  | Pandemonio (Fernandel), Pinocchio (Pavesio), Rosso oltremare (Coconino Press), S. (Coconino Press), Storia di uno che andò in cerca della paura (Coconino Press) |
| Miglior disegno per un romanzo grafico                | Manuele Fior                | Manuele Fior (Rosso oltremare), Squaz (Pandemonio), Ausonia (Pinocchio), Giacomo Nanni (Storia di uno che andò in cerca della paura), Otto Gabos (Il viaggiatore distante) |
| Migliore sceneggiatura per un romanzo grafico         | Giovanni Di Gregorio        | Giovanni Di Gregorio (Brancaccio), Laura Scarpa (Amori lontani), Paolo Parisi (Chernobyl), Ausonia (Pinocchio), Gipi (S.) |
| Miglior serie realistica                              | Magico Vento                | Magico Vento (Sergio Bonelli Editore), Dampyr (Sergio Bonelli Editore), John Doe (Eura Editoriale), Last Travel Inc. (Pavesio), Napoleone (Sergio Bonelli Editore) |
| Miglior sceneggiatura per una serie realistica        | Alfredo Castelli            | Alfredo Castelli, Mario Gomboli, Tito Faraci (Diabolik: Gli anni perduti nel sangue), Michele Medda (L'ospite sgradito, Dylan Dog n. 233), Roberto Recchioni (La via della spada, John Doe n. 34), Giovanni Di Gregorio (Il pianeta del vizio, Last Travel Inc. n. 1), Gianfranco Manfredi (Scontro finale, Magico Vento n. 106)  |
| Miglior disegno per una serie realistica              | Giuseppe Palumbo            | Giuseppe Palumbo (Diabolik: Gli anni perduti nel sangue), Michele Cropera (Harlequin, Dampyr n. 81), Riccardo Burchielli (Ucciderò (ancora) Billy the Kid, Garrett n. 1), Maurizio Rosenzweig (Margherita, John Doe n. 38), Paolo Bacilieri (Il labirinto, Napoleone n. 51)                                                       |
| Miglior serie straniera                               | Bone                        | Bone (Panini Comics), Devil (Panini Comics), Kirihito (Hazard Edizioni), Il gatto del rabbino (Kappa Edizioni), Lupus (Kappa Edizioni), Kitaro dei cimiteri (D/Visual) |
| Miglior racconto breve                                | Riflessi: oltre lo specchio | Riflessi: oltre lo specchio (Marco Corona), Chimera prima parte (Lorenzo Mattotti), Crepuscolo atavico (Stefano Misesti, in "Fortezza Europa"), Paolo Uccello (Giacomo Nanni, in "Canicola" n. 4), Zeno Porno: Atlantic (Paolo Bacilieri, in "Mondo Naif" n. 20)                                                                  |
| Miglior serie umoristica                              | Don Zauker esorcista        | Don Zauker esorcista (Il Vernacoliere), Eriadan (Shockdom), Kika (McK), Pinky (Edizioni San Paolo), Rat-Man (Panini Comics) |
| Miglior sceneggiatura per una serie umoristica        | Emiliano Pagani             | Emiliano Pagani (Don Zauker esorcista), Stella Ferrari (Camilla, in "Il Messaggero dei Ragazzi"), Leo Ortolani (Stessa spiaggia, stesso sale!, Rat-Man n. 55), Andrea Castellan (Topolino e il dominatore delle nuvole, in "Topolino" nn. 2646-2647), Andrea Baricordi (Lambrusco e cappuccino)                                   |
| Miglior disegno per una serie umoristica              | Daniele Caluri              | Daniele Caluri (Don Zauker esorcista - Il Vernacoliere), Paolo Aldighieri (Eriadan vol.3: Io, Duke e lui), Elisabetta Decontardi (Inkspinster, in "Kissme"), Daniele Sigalot e Fabio La Fauci (Le scoraggianti avventure di Blue and Joy), Giorgio Cavazzano (Topolino e il dominatore delle nuvole, in "Topolino" nn. 2646/2647) |
| Miglior fumetto per bambini                           | Pimpa                       | Pimpa (Franco Panini Ragazzi), Cioccolafrica/Pallonasia (Pime), Cocco Bill, (Edizioni San Paolo), Pinky (Edizioni San Paolo), Tre (Baribal) |
| Premio alla conservazione del patrimonio fumettistico | Il commissario Spada vol.4  | Il commissario Spada vol.4 (Black Velvet/Edizioni BD), Annalisa, il diavolo e le altre (Lizard Edizioni), Don Chisciotte (Edizioni Di), Gli anni d'oro del Diario Vitt (Stampa Alternativa), Stefano Tamburini: Banana Meccanica (Coniglio Editore)                                                                               |
| Migliore romanzo grafico straniero                    | Unknown/Sconosciuto         | Unknown/Sconosciuto (Coconino Press), Diario di una ragazzina (Fernandel), Frank (FreeBooks), Goradze area protetta (Mondadori), Il ponte di No Gun Ri (Coconino Press), Pyongyang (Fusi Orari) |

## Edizione 2008
La giuria è composta da Ivo Milazzo (presidente), Ernesto Tatafiore, Speaker Cenzou, Riccardo Marassi e Giulio Giorello.
| Categoria                                | Vincitori                                                                           | Candidati |
| ---------------------------------------- | ----------------------------------------------------------------------------------- | --- |
| Miglior Fumetto                          | Ilaria Alpi, il prezzo della verità (Marco Rizzo e Francesco Rispoli - BeccoGiallo) | Gli Occhi e il Buio (Gigi Simeoni - Sergio Bonelli Editore) Ilaria Alpi, il prezzo della verità (Marco Rizzo e Francesco Rispoli - Becco Giallo) La casa sull'orlo del mondo (Dampyr n.86 - Mauro Boselli e Luca Rossi - Sergio Bonelli Editore) Medz Yeghern, il Grande Male (Paolo Cossi - Hazard Edizioni) Brodo di Niente (Andrea Bruno - Canicola)         |
| Miglior Disegnatore                      | Giancarlo Olivares (Nathan Never 198 - Sergio Bonelli Editore)                      | Giuseppe Camuncoli/Michele Petrucci (Il Vangelo del Coyote - Guanda) Fabio Celoni (Nemrod 1 - Star Comics) Massimo Bonfatti (Leo Pulp - Sergio Bonelli Editore) Andrea Accardi (jhon Doe - Terza Stagione 50 - Eura Editoriale) Giancarlo Olivares (Nathan Never 198 - Sergio Bonelli Editore)                                                                  |
| Miglior Sceneggiatore                    | Leo Ortolani (Rat-Man - Panini Comics)                                              | Casty (Topolino e la Neve Spazzastoria - Disney Italia) Matteo Casali (Gli Scorpioni del Deserto - Lizard Edizioni) Gigi Simeoni (Gli Occhi e il Buio - Sergio Bonelli Editore) Gianfranco Manfredi (Volto Nascosto - Sergio Bonelli Editore) Leo Ortolani (Rat-Man - Panini Comics)                                                                            |
| Miglior Serie dal Disegno Realistico     | Volto Nascosto (Sergio Bonelli Editore)                                             | Volto Nascosto (Sergio Bonelli Editore) Nathan Never (Sergio Bonelli Editore) Jonathan Steele (Star Comics) John Doe (Eura Editoriale) Dampyr (Sergio Bonelli Editore) |
| Miglior Serie dal Disegno non Realistico | Leo Pulp                                                                            | Rat-Man (Panini Comics) Don Zauker (Il Vernacoliere) Leo Pulp (Sergio Bonelli Editore) Lupo Alberto (Rizzoli) Pinky (Edizioni San Paolo) |
| Miglior Fumetto Estero                   | Lo Scontro Quotidiano                                                               | Mom's Cancer (Brian Fies - DOUbLe SHOt/Bottero Edizioni) Lo Scontro Quotidiano (Manu Larcenet - Coconino Press) LongShot Comics (Shane Simmons - ProGlo Edizioni) 2001+5 (Yukinobu Hoshino - FlashBook) Tezuka Secondo Me (Takao Yaguchi - Kappa Edizioni) Mamma, torna a casa (Paul Hornschemeier - Tunué)                                                     |
| Miglior Serie Straniera                  | Cesare                                                                              | Cesare (Fuyumi Souryo - Star Comics) Batman (ciclo Grant Morrison/Andy Kubert - Planeta DeAgostini) Sleeper (Ed Brubaker e Sean Phillips - Magic Press) 20th Century Boys (Naoki Urasawa - Panini Comics) FantaZoo (Thijs Wilms - Wil Raymakers - Renoir Comics) Fables (Bill Willingham - Planeta DeAgostini)                                                  |
| Miglior Storia Breve                     | Barcazza                                                                            | Paperino e la Vigilia strapazzante (Andrea Freccero e Enrico Faccini - Topolino 2717 - Disney Italia) L'isola (Paolo Parisi - Inguine Mah!2008 - Comma22) Se guardi un albero cosa vedi? (Salvo D'Agostino - Resistenze - Becco Giallo) Barcazza (Francesco Cattani - ERNEST 1 - ernestvirgola) Le benemerenze di Satana (Marco Corona - Canicola 5 - Canicola) |
| Miglior WebComics                        | Crow's Village                                                                      | Eriadan (Paolo Aldighieri - www.shockdom.com/eriadan) Crow's Village (Lele Corvi - www.lelecorvi.com) Riunione di Famiglia (Giulia Sagramola - www.selfcomics.com) Cronachette (Giacomo Nanni - www.no-editing.it) Debbie Dillinger (Calvaruso/Rizzo/Scalmani - www.comicus.it)                                                                                 |
| Miglior Riedizione di un Classico        | Pugacioff e dintorni                                                                | I Professionisti (Carlos Gimenez - Black Velvet) The Complete Peanuts (Charles M. Schulz - Panini Comics) Pugacioff e dintorni (Giorgio Rebuffi - Annexia) Cocco Bill (Jacovitti - Grifo Edizioni) Gli Eterni (Jack Kirby - Panini Comics) |
| Premio Nuove Strade                      | Luca Vanzella                                                                       | Al miglior talento emergente distintosi durante l'anno precedente |

## Edizione 2009
La giuria è composta da Tanino Liberatore (presidente), Vincenzo Cerami, Massimo Iovine, Edoardo Sant'Elia e Giorgio Franzaroli.
| Categoria                                | Vincitori                                                                      | Candidati |
| ---------------------------------------- | ------------------------------------------------------------------------------ | --- |
| Miglior Fumetto                          | In Italia sono tutti maschi (Luca de Santis e Sara Colaone - Kappa Edizioni)   | In Italia sono tutti maschi (Luca de Santis e Sara Colaone - Kappa Edizioni) LMVDM – La mia vita disegnata male (Gipi - Coconino Press / Fusi orari) Interni (Ausonia - DOUbLe SHOt) Luigi Tenco - Una voce fuori campo (Luca Vanzella e Luca Genovese - BeccoGiallo) Bambole di Carne (Francesca Da Sacco - Arcadia Comics)                                                                                               |
| Miglior Disegnatore                      | Alberto Ponticelli (Blatta - Leopoldo Bloom Editore)                           | Alberto Ponticelli (Blatta - Leopoldo Bloom Editore) Carmine di Giandomenico (Oudeis - Libro secondo - SaldaPress) Paolo Bacilieri (Jan Dix n.3 - Sergio Bonelli Editore) Sara Colaone (In Italia sono tutti maschi - Kappa Edizioni) Francesca Da Sacco (Bambole di Carne - Arcadia Comics) |
| Miglior Sceneggiatore                    | Michele Petrucci (Metauro - Tunué)                                             | Michele Petrucci (Metauro - Tunué) Gianfranco Manfredi (Volto Nascosto - Sergio Bonelli Editore) Leo Ortolani (Rat-Man - Panini Comics) Roberto Recchioni (John Doe n.64 - Eura Editoriale) Ausonia (Serious TOYZ - Leopoldo Bloom Editore) |
| Miglior Serie dal Disegno Realistico     | Julia (Sergio Bonelli Editore)                                                 | Julia (Sergio Bonelli Editore) Volto Nascosto (Sergio Bonelli Editore) David Murphy 911 (Panini Comics) Ford Ravenstock (Arcadia Comics) Lilith (Sergio Bonelli Editore) |
| Miglior Serie dal Disegno non Realistico | Don Zauker (Mario Cardinali Editore)                                           | Don Zauker (Mario Cardinali Editore) Rat-Man (Panini Comics) La bambina filosofica (Kappa Edizioni) Kika (McK) Pinky (Edizioni San Paolo) |
| Miglior Fumetto Estero                   | Laika (Nick Abadzis - Magic Press)                                             | Laika (Nick Abadzis - Magic Press) Rughe (Paco Roca - Tunué) Un cielo radioso (Jiro Taniguchi - Coconino Press) Fennec (Lewis Throndheim e Yoann - ProGlo Edizioni) American Born Chinese (Gene Luen Yang - Guanda Graphics) |
| Miglior Serie Straniera                  | La guerra di Alan (Coconino Press)                                             | La guerra di Alan (Coconino Press) DMZ (Planeta DeAgostini Comics) The Walking Dead (SaldaPress) Death Note (Panini Comics) Cross Game (Flashbook Edizioni) |
| Miglior Storia Breve                     | Scòz chiede a Paz (Filippo Scòzzari su XL n.36 - Gruppo Editoriale L'Espresso) | Scòz chiede a Paz (Filippo Scòzzari su XL n.36 - Gruppo Editoriale L'Espresso) Quattro funerali e un funerale (Tuono Pettinato - Hobby Comics n.1 - GRRRzetic Editrice) Senza nome (Francesco Ripoli - ZeroTolleranza - BeccoGiallo) Pianerottolum (Andrea Vivaldo - ZeroTolleranza - BeccoGiallo) La vera storia di Novecento (Alessandro Baricco/Tito Faraci e Giorgio Cavazzano - Topolino n.2737 - Walt Disney Italia) |
| Miglior WebComics                        | InkSpinster (DeCo - www.inkspinster.com)                                       | InkSpinster (DeCo - www.inkspinster.com) Canemucca (Màkkox - www.canemucca.com) Giorgia Mecojoni la Ministronza (Alessio Spataro - www.giorgiamecojoni.blogspot.com) A Panda piace... (Giacomo “Keison” Bevilacqua - www.pandalikes.blogspot.com) Workisnotinprogress (Lycurgus - www.workisnotinprogress.splinder.com) |
| Miglior Riedizione di un Classico        | Gian Burrasca e altre storie (AA.VV. e Gianni De Luca - Black Velvet Editrice) | Gian Burrasca e altre storie (AA.VV. e Gianni De Luca - Black Velvet Editrice) Kamandi (Jack Kirby - Planeta DeAgostini Comics) Marvel Omnibus - Devil (Frank Miller - Panini Comics) La Grande Dinastia dei Paperi (Carl Barks - RCS / Walt Disney) Nick Carter (Bonvi e Guido De Maria - Magazzini Salani) |

## Edizione 2010
La giuria è composta da Mario Gomboli (presidente), Sandrone Dazieri, Vasco Brondi, Manetti Bros. e Igor Prassel.
| Categoria                                | Vincitori                                                     | Candidati |
| ---------------------------------------- | ------------------------------------------------------------- | --- |
| Miglior Fumetto                          | Morti di Sonno (Davide Reviati - Coconino Press)              | Morti di Sonno (Davide Reviati - Coconino Press) Menzione speciale: Patagonia (Mauro Boselli/Pasquale Frisenda - Sergio Bonelli Editore) Gatti Neri, Cani Bianchi (Vanna Vinci - Kappa Edizioni) L'improvvisatore (Sualzo - Rizzoli/Lizard) Coltrane (Paolo Parisi - Black Velvet) |
| Miglior Disegnatore                      | Andrea Bruno (Sabato Tregua - Canicola)                       | Andrea Bruno (Sabato Tregua - Canicola) Lelio Bonaccorso (Peppino Impastato, un giullare contro la mafia - Becco Giallo) Davide Gianfelice (Northlanders - Planeta DeAgostini) Emiliano Mammucari (Jan Dix n.5 - Sergio Bonelli Editore) Manuele Fior (La Signorina Else - Coconino Press) |
| Miglior Sceneggiatore                    | Otto Gabos (Esperanto - Black Velvet)                         | Otto Gabos (Esperanto - Black Velvet) Renato Queirolo (Magico Vento n.123 - Sergio Bonelli Editore) Leo Ortolani (Rat-Man nn.70-71 - Panini Comics) Roberto Battestini (Fratelli - Bottero Edizioni) Luca Enoch (Lilith nn.2-3 - Sergio Bonelli Editore) |
| Miglior Serie dal Disegno Realistico     | Tex (AA.VV. - Sergio Bonelli Editore)                         | Tex (AA.VV. - Sergio Bonelli Editore) Lilith (Luca Enoch - Sergio Bonelli Editore) Caravan (Michele Medda/AA.VV. - Sergio Bonelli Editore) Dago (AA.VV. - Eura Editoriale) Una Storia Partigiana (Alberto Pagliaro - Il Vernacoliere - Mario Cardinali Editore) |
| Miglior Serie dal Disegno non Realistico | Pinky (Massimo Mattioli - Il Giornalino - Edizioni San Paolo) | Pinky (Massimo Mattioli - Il Giornalino - Edizioni San Paolo) Don Zauker (Emiliano Pagani/Daniele Caluri - Mario Cardinali Editore) Rat-Man (Leo Ortolani - Panini Comics) Helpin Darwin (Makkox - Coniglio Editore) Suberoi (Tuono Pettinato - Coniglio Editore) |
| Miglior Fumetto Estero                   | Il Gusto del Cloro (Bastien Vivès - Black Velvet)             | Il Gusto del Cloro (Bastien Vivès - Black Velvet) Lo Scontro Quotidiano (Manu Larcenet - Coconino Press) Jimmy Corrigan. Il ragazzo più in gamba sulla Terra (Chris Ware - Mondadori/Strade Blu) Peter Pan (Régis Loisel - Edizioni BD) Fragola e Cioccolato (Aurita Aurélia - Coniglio Editore) L'Eredità del Colonnello (Carlos Trillo/Lucas Varela - Coniglio Editore)                                             |
| Miglior Serie Straniera                  | Pluto (Naoki Urasawa - Panini Comics)                         | Pluto (Naoki Urasawa - Panini Comics) Katsu! (Mitsuru Adachi - FlashBook) Scalped (Jason Aaron/R.M.Guéra - Planeta DeAgostini) Criminal (Ed Brubaker/Sean Philips - Panini Comics) The Walking Dead (Robert Kirkman/Charlie Adlard - Saldapress) All Star Superman (Grant Morrison/Frank Quitely - Planeta DeAgostini)                                                                                                |
| Miglior Storia Breve                     | Il Mondo Moderno (Gipi - ANIMAls n.5 - Coniglio Editore)      | Il Mondo Moderno (Gipi - ANIMAls n.5 - Coniglio Editore) L'Autostrada del Solo (Tuono Pettinato - Hobby Comics n.2 - GRRRZETIC Editrice) Recidiva (Cristina Portolano - ERNEST,) FdF (Paolo Bacilieri - ANIMAls n.6 - Coniglio Editore) Ippo.it - Neve (Stefano Frassetto - Il Giornalino n.50 - Edizioni San Paolo)                                                                                                  |
| Miglior WebComics                        | Come Vuoto (Flaviano Armentaro)                               | Come Vuoto (Flaviano Armentaro) A Panda Piace (Giacomo Bevilaqua) Rusty Dogs (Emiliano Longobardi/AA.VV.) The Sparker (Stefano Conte) InkSpinster (Deco) |
| Miglior Riedizione di un Classico        | Don Chisciotte (Lino Landolfi - Nicola Pesce Editore)         | Don Chisciotte (Lino Landolfi - Nicola Pesce Editore) Menzione speciale a L'Immaginazione e il Potere (AA.VV. a cura di Sergio Rossi - Rizzoli/Bur) Valentina Mela Verde 1 - Tutte le Storie 1969-1971 (Grazia Nidasio - Coniglio Editore) Doonesbury - l'Integrale 1970-1972 (Garry Trudeau - Black Velvet) Antonio Rubino: gli anni del Corriere dei Piccoli (a cura di F. Gadducci e M. Stefanelli - Black Velvet) |

## Edizione 2011
La giuria è composta da Carlo Peroni (presidente), Maurizio Nichetti, Luca Raffaelli, Nicola Conte e Maurizio de Giovanni.
| Categoria                                | Vincitori                           | Candidati |
| ---------------------------------------- | ----------------------------------- | --- |
| Miglior Fumetto                          | Cinquemila chilometri al secondo    | Cinquemila chilometri al secondo (Manuele Fior - Coconino Press) Menzione speciale a: Quaderni ucraini. Memorie dai tempi dell'URSS (Igort - Mondadori/Strade Blu) Acqua Storta (Valerio Bindi e MP5 - Meridiano Zero) Anna Politkovskaja (Francesco Matteuzzi e Elisabetta Benfatto - Becco Giallo) Ciao ciao bambina (Sara Colaone - Kappa Edizioni)                                                          |
| Miglior Disegnatore                      | MP5                                 | MP5 (Acqua Storta - Meridiano Zero) Daniele Caluri (Don Zauker / Inferno e Paradiso - DOUbLe SHOt) Manuele Fior (Cinquemila chilometri al secondo - Coconino Press) Fabio Pezzi (Magico Vento Speciale n.1 - Sergio Bonelli Editore) Vanna Vinci (Gatti neri cani bianchi vol. 2 - Kappa Edizioni) |
| Miglior Sceneggiatore                    | Ausonia                             | Ausonia (Interni 3 - DOUbLe SHOt) Alessandro Bilotta (Valter Buio - Star Comics) Makkox (La vasca, Amoremio, Perline - Canemucco - Coniglio Editore) Gianfranco Manfredi (Magico Vento Speciale n.1 - Sergio Bonelli Editore) Mauro Uzzeo (John Doe 81 n.3 - "l'Uomo con la Macchina da Presa" - Editoriale Aurea)                                                                                              |
| Miglior Serie dal Disegno Realistico     | Lilith                              | Lilith (Luca Enoch - Sergio Bonelli Editore) La vasca, Amoremio, Perline (Makkox - Canemucco - Coniglio Editore) Hasta la Victoria! 4 (Stefano Casini - Grifo Edizioni) Interni 3 (Ausonia - DOUbLe SHOt) Valter Buio (Alessandro Bilotta/AA.VV. - Star Comics) |
| Miglior Serie dal Disegno non Realistico | Rat-Man                             | Rat-Man (Leo Ortolani - Panini Comics) A come ignoranza vol.4.5/5 (Daw - Proglo) Kika, la ragazza dei gatti (Massimo Cavezzali e Andrea Camerini - Lupo Alberto - MCK Publishing) My name is Palmiro vol.2 (Sauro Ciantini - DOUbLe SHOt) Telescherno (Stefano Disegni - Magazine Sette - Corriere della Sera)                                                                                                  |
| Miglior Fumetto Estero                   | Il cielo sopra il Louvre            | Il cielo sopra il Louvre (Jean-Claude Carrière e Bernard Yslaire - 001 Edizioni) Hiroshima. Nel paese dei fiori di ciliegio (Fumiyo Kono - Ronin Manga) Luna Park (Kevin Baker e Danijel Zezelj - Magic Press) Malinky Robot (Sonny Liew - Lavieri Comics) Mia mamma (è in America, ha conosciuto Bufalo Bill) (Jean Regnaud e Émile Bravo -BAO Publishing) Uno zoo d'inverno (Jiro Taniguchi - Rizzoli Lizard) |
| Miglior Serie Straniera                  | Scott Pilgrim. Una vita niente male | Scott Pilgrim. Una vita niente male (Brian L. O'Malley - Rizzoli Lizard) Bakuman (Tsugumi Ōba e Takeshi Obata - Panini Comics) Ex Machina (Brian K. Vaughan/AA.VV. - Magic Press) Il Mondo d'Alef-Tau (Alejandro Jodorowsky e Marco Nizzoli - Comma22) Scalped (Jason Aaron e R.M.Guéra - Planeta DeAgostini) Vinland saga (Makoto Yukimura - Star Comics)                                                      |
| Miglior Storia Breve                     | I Ronfi                             | I Ronfi (Adriano Carnevali - Pic Nic - Superamici) Quel pomeriggio di un giorno da conigli (Tuono Pettinato - Wonderland - Nicola Pesce Editore) Mark Twain (Piero Fissore e Stefano Voltolini - Giornalino n.48 - Periodici San Paolo) Tombra (Sergio Ponchione - Wonderland - Nicola Pesce Editore) Il come e il quando (Paolo Bacilieri - ANIMAls gennaio 2010 - Coniglio Editore)                           |
| Miglior WebComics                        | A Panda Piace                       | A Panda Piace (Giacomo Bevilacqua - www.pandalikes.blogspot.com) InkSpinster.com (Deco - www.inkspinster.com) Crazy Nena (Serena Romio - www.serenaromio.blogspot.com) Rusty Dogs (AA.VV. - www.rusty-dogs.blogspot.com) Flaviano's (Flaviano Armentaro - www.flavianoarmentaro.blogspot.com) |
| Miglior Riedizione di un Classico        | Le Panoramiche di Jacovitti         | Le Panoramiche di Jacovitti (Benito Jacovitti - Nuovi Equilibri) Menzione speciale a: Alta Società. Una storia di Cerebus (Dave Sim - Black Velvet) Mumin e i briganti (Tove Jansson - Black Velvet) Il mondo dei Ronfi (Adriano Carnevali - Struwwelpeter) Sailor Moon (Naoko Takeuchi - GP Publishing) Gli anni d'oro di Topolino (Floyd Gottfredson e AA.VV. - RCS Quotidiani)                               |

## Edizione 2012
La giuria è composta da Giancarlo Alessandrini (presidente), Micol Arianna Beltramini, Luca Caiazzo, Stefano Sollima e Luca Valtorta.
| Categoria                                | Vincitori                                          | Candidati |
| ---------------------------------------- | -------------------------------------------------- | --- |
| Miglior Fumetto                          | Quaderni russi - La guerra dimenticata del Caucaso | Quaderni russi - La guerra dimenticata del Caucaso (Igort - Mondadori/Strade Blu) Menzione speciale a: Trama - Il peso di una testa mozzata (Ratigher - GRRRZETIC Edizioni) Beta vol. 1 (Luca Vanzella e Luca Genovese - BAO Publishing) E venne il giorno (Mauro Boselli e Bruno Brindisi - Color Tex - Sergio Bonelli Editore) Il magnifico lavativo (Tuono Pettinato - TopiPittori) |
| Miglior Disegnatore                      | Matteo Alemanno                                    | Matteo Alemanno (proTECTO - Nona Arte) Andrea Accardi (Hit Moll - Edizioni BD) Giuseppe Camuncoli (Hellblazer n.5 - Planeta DeAgostini) GUD (Daniele Bonomo) (Gaia Blues - Tunué) Alessandro Nespolino (Shanghai Devil n.2 - Sergio Bonelli Editore) |
| Miglior Sceneggiatore                    | Marco Peroni                                       | Marco Peroni (Adriano Olivetti, Un secolo troppo presto - Becco Giallo) Alessandro Bilotta (Valter Buio - Star Comics) Mauro Boselli (E venne il giorno - Color Tex - Sergio Bonelli Editore) Gianfranco Manfredi (Shanghai Devil - Sergio Bonelli Editore) Luca Vanzella (Beta vol. 1 - BAO Publishing) |
| Miglior Serie dal Disegno Realistico     | Shanghai Devil                                     | Shanghai Devil (Gianfranco Manfredi/AA.VV. - Sergio Bonelli Editore) Don Camillo (AA.VV. - Renoir) Lilith (Luca Enoch - Sergio Bonelli Editore) Tex (AA.VV. - Sergio Bonelli Editore) Valter Buio (Alessandro Bilotta/AA.VV. - Star Comics) |
| Miglior Serie dal Disegno non Realistico | Pinky                                              | Pinky (Massimo Mattioli - Il Giornalino - Periodici San Paolo) "A" come ignoranza (Daw - Proglo Edizioni) Lucrezia (Silvia Ziche - Donna Moderna - Mondadori) Rat-Man (Leo Ortolani - Panini Comics) Topolino e la marea dei secoli (Casty - Topolino nn.2918/2919 - The Walt Disney Company Italia) |
| Miglior Fumetto Estero                   | Asterios Polyp                                     | Asterios Polyp (David Mazzucchelli - Coconino Press) Habibi (Craig Thompson - Rizzoli Lizard) L'inverno del disegnatore (Paco Roca - Tunué) Kokko San (Fumiyo Kono - Ronin Manga) Polina (Bastien Vivès - Black Velvet) L'Urlo del Popolo 1 (Jacques Tardi - DOUbLe SHOt) |
| Miglior Serie Straniera                  | The Walking Dead                                   | The Walking Dead (Robert Kirkman/AA.VV. - Saldapress) Billy Bat (Naoki Urasawa e Takashi Nagasaki - GP Publishing) Gundam Origini (Yoshikazu Yasuhiko e Kunio Okawara - Star Comics) I am a Hero (Kengo Hanazawa - GP Publishing) Powers (Brian Michael Bendis e Mike Avon Oeming - Panini Comics) Scalped (Jason Aaron e R.M. Guéra - Planeta DeAgostini) |
| Miglior Storia Breve                     | Storia di Aiace, fumettista tenace!                | Storia di Aiace, fumettista tenace! (Sergio Ponchione - Gang Bang - Edizioni BD/Il Manifesto) Gheddafi (Makkox - Il Male 4 - Editoriale Il Male) Una gita scolastica (Francesco Artibani/Corrado Mastantuono e Giorgio Cavazzano - vol. 150°/Storie d'Italia vol.2 - Periodici San Paolo) Il postino (Francesco Artibani/Pasquale Frisenda e Ivo Milazzo - vol. 150°//Storie d'Italia vol.2 - Periodici San Paolo) Topolino e la rivolta delle didascalie (Casty e Michele Mazzon - Topolino n.2900 - - The Walt Disney Company Italia) |
| Miglior WebComics                        | www.zerocalcare.it                                 | www.canemucca.com (Makkox) www.inkspinster (Deco) lario3.blogspot.it (Davide La Rosa) rusty-dogs.blogspot.com (Emiliano Longobardi) www.zerocalcare.it (Zerocalcare) |
| Miglior Riedizione di un Classico        | L'Eternauta                                        | L'Eternauta (Héctor Germán Oesterheld e Francisco Solano López - 001 Edizioni) Air Mail (Attilio Micheluzzi - Comma22) Le avventure complete di Rocketeer (Dave Stevens - Saldapress) Le avventure di Tintin (Hergé - Rizzoli Lizard) Valentina Mela Verde n.3 (Grazia Nidasio - Coniglio Editore) |

## Edizione 2013
La giuria è composta da Mino Milani (presidente), Lello Arena, Alioscia Bisceglia, Stefano Disegni e Gabriele Frasca.
| Categoria                                | Vincitori                                              | Candidati |
| ---------------------------------------- | ------------------------------------------------------ | --- |
| Miglior fumetto                          | Un polpo alla gola                                     | Un polpo alla gola (Zerocalcare) ABC (Ausonia) Sweet Salgari (Paolo Bacilieri) Diego Armando Maradona (Paolo Castaldi) Enigma (Tuono Pettinato e Francesca Riccioni) |
| Miglior disegnatore                      | Andrea Accardi                                         | Andrea Accardi (Le Storie n.2 - La Redenzione del Samurai - Sergio Bonelli Editore) Paolo Bacilieri (Sweet Salgari - Coconino Press) Sara Pichelli (Ultimate Comics Spider-Man 15/New Ultimate Spider-Man 2 - Panini Comics) Silvia Rocchi (Ci sono notti che non accadono mai - Becco Giallo) Bruno Brindisi (Le Storie n.3 - La Rivolta dei Sepoy - Sergio Bonelli Editore)                              |
| Miglior Sceneggiatore                    | Paolo Bacilieri                                        | Bruno Enna (Saguaro - Sergio Bonelli Editore) Paolo Bacilieri (Sweet Salgari - Coconino Press) Ausonia (ABC - Coconino Press) Giacomo Bevilacqua (Metamorphosis - Aurea Editoriale) Gianfranco Manfredi (Shanghai Devil - Sergio Bonelli Editore) |
| Miglior Serie dal Disegno Realistico     | Lilith                                                 | Lilith (Luca Enoch) Davvero (Paola Barbato) Metamorphosis (Giacomo Bevilacqua) Don Camillo vol.4-5 (Davide Barzi) Shanghai Devil (Gianfranco Manfredi) |
| Miglior Serie dal Disegno non Realistico | Dracula di Bram Topker                                 | Dracula di Bram Topker (Bruno Enna e Fabio Celoni - Topolino n.2945/2946 - The Walt Disney Company Italia) La Bambina filosofica (Vanna Vinci - Rizzoli Lizard) Rat-Man (Leo Ortolani - Panini Comics) Topolino e gli Ombronauti (Casty - Topolino n.2972/2973 - The Walt Disney Company Italia) Kika, la ragazza dei gatti (Massimo Cavezzali e Andre Camerini - MCK Publishing)                          |
| Miglior Fumetto Estero                   | I segreti del Quai d'Orsay-Cronache diplomatiche vol.2 | La macelleria (Bastien Vivès - Diabolo Edizioni) Il Bruco (Suehiro Maruo - Coconino Press) I segreti del Quai d'Orsay-Cronache diplomatiche vol.2 (Lanzac e Cristophe Blain - Coconino Press) Una vita tra i margini (Yoshihiro Tatsumi - BAO Publishing) Death Ray (Daniel Clowes - Coconino Press) La lega degli straordinari gentlemen - Century (Alan Moore e Kevin O'Neill - BAO Publishing)          |
| Miglior Serie Straniera                  | Bouncer, L'integrale vol.2                             | Scalped, vol. 9-10 (Jason Aaron e R.M.Guéra - RW Lion) L'attacco dei giganti (Hajime Isayama - Planet Manga) The Walking Dead, vol.14: Nessuna via d'uscita (Robert Kirkman e Charlie Adlard - Saldapress) Bouncer, L'integrale vol.2 (Alejandro Jodorowsky e François Boucq - Magic Press) Criminal (Ed Brubaker e Sean Phillips - Panini Comics) Ooku-Le Stanze proibite (Fumi Yoshinaga - Planet Manga) |
| Miglior Storia Breve                     | Era de Maggio                                          | True Love (MP5 - Il Male n.29 anno 2 - Editoriale Il Male) I Ronfi (Tuono Pettinato - Hobby Comics 3-1/2 - GRRRZETIC Edizioni) Bum un Ranger in Azione (Corrado Mastantuono - Topolino n.2964 - The Walt Disney Company Italia) Era de Maggio (Akab - "Il Canzoniere Illustrato" - Autoproduzione/Daniele Sepe) La mia terra la difendo (Carlo Gubitosa e Kanjano - MAMMA/Ass.Altrainformazione)           |
| Miglior WebComics                        | makkox.it                                              | makkox.it (Makkox) pandalikes (Giacomo Bevilacqua) rusty-dogs.blogspot.it (Emiliano Longobardi e AA.VV.) www.verticalismi.it (Altan Moor) www.zerocalcare.it (Zerocalcare) |
| Miglior Riedizione di un Classico        | Valentina Mela Verde vol.4                             | Le Avventure di Huckleberry Finn (Lorenzo Mattotti - Orecchio Acerbo/Coconino Press) NonNonbâ (Shigeru Mizuki - Rizzoli Lizard) Kagemaru Den vol. 2 (Sanpei Shirato - Hazard Edizioni) Moby Dick (Bill Sienkiewicz - Nicola Pesce Editore) Marvel Omnibus-Thor (Walt Simonson - Panini Comics) Valentina Mela Verde vol.4 (Grazia Nidasio - ComicOut)                                                      |

## Edizione 2014
La giuria è composta da Silver (presidente), Boosta, Stefano Gorla, Stefano Incerti e Sergio Stivaletti.
| Categoria                                | Vincitori                                                        | Candidati |
| ---------------------------------------- | ---------------------------------------------------------------- | --- |
| Miglior Fumetto                          | L'Intervista                                                     | unastoria (Gipi - Coconino Press), L'Intervista (Manuele Fior - Coconino Press), Corpicino (Tuono Pettinato - GRRRzetic), Nobody (Alessandro Bilotta e Pietro Vitrano - Sergio Bonelli Editore), Io so' Carmela (Alessia di Giovanni e Monica Barengo - Becco Giallo) |
| Miglior Disegnatore                      | Andrea Venturi                                                   | Paolo Mottura (Moby Dick - Topolino 3003/3004 - Panini Comics/Disney) Gianluca Pagliarani (Dragonero n.5 - Sergio Bonelli Editore) Kanjano (Ilva. Comizi D'acciaio - Becco Giallo) Andrea Venturi (Speciale Tex n.28 - Sergio Bonelli Editore) Emiliano Mammucari (Orfani n.1 - Sergio Bonelli Editore) |
| Miglior Sceneggiatore                    | Alessandro Bilotta                                               | Bruno Enna (Saguaro - Sergio Bonelli Editore) Mauro Boselli (Tex 633-636 - Sergio Bonelli Editore) Alessandro Bilotta (Nobody - Le Storie N.10 - Sergio Bonelli Editore) Luca Vanzella (Long Wei n.6 -Editoriale Aurea) Casty (Andrea Castellan) (Le Storie Su Topolino - Panini Comics/Disney) |
| Miglior Serie dal Disegno Realistico     | Shanghai Devil 16/18                                             | Long Wei (Diego Cajelli/AA.VV. - Editoriale Aurea) Saguaro (Bruno Enna/AA.VV. - Sergio Bonelli Editore) Diabolik (AA.VV. - Astorina) Dragonero (Stefano Vietti e Luca Enoch/AA.VV. - Sergio Bonelli Editore) Shanghai Devil (Nn.16-18) (Gianfranco Manfredi/AA.VV. - Sergio Bonelli Editore) |
| Miglior Serie dal Disegno non Realistico | Zio Paperone e L'ultima Avventura                                | Zio Paperone E L'ultima Avventura (Francesco Artibani e Alessandro Perina - Topolino 2985-2988 - Panini Comics/Disney), Pillole Di Jenus (Don Alemanno - Magic Press Edizioni) Suore Ninja, (Davide La Rosa e Vanessa Cardinali - Star Comics) Kika, La Ragazza Dei Gatti (Massimo Cavezzali e Andrea Camerini - Lupo Alberto - Mck Publishing) Ratman (Leo Ortolani - Panini Comics)                                    |
| Miglior Fumetto Estero                   | Essex County. I Fantasmi Della Memoria                           | Il Nao Di Brown (Glyn Dillon - Bao Publishing) I Solchi Del Destino (Paco Roca - Tunuè) Opus (Satoshi Kon - Planet Manga) Essex County. I Fantasmi Della Memoria (Jeff Lemire - Panini 9L) La Proprietà (Rutu Modan - Rizzoli Lizard) È Un Aereo... (Steven T. Seagle e Teddy H. Kristiansen - Rw Edizioni) |
| Miglior Serie Straniera                  | L'attacco Dei Giganti                                            | Thief Of Thieves (Robert Kirkman/James Asmus/Shawn Martinbrough e Felix Serrano - Saldapress) Saga (Brian K. Vaughan e Fiona Staples - Bao Publishing) Hawkeye (Matt Fraction/AA.VV. - Panini Comics) Master Keaton (Hokusei Katsushika e Naoki Urasawa - Planet Manga) L'attacco Dei Giganti (Hajime Isayama - Planet Manga) B.P.R.D. Inferno Sulla Terra (Mike Mignola/John Arcudi e Guy Davis - Magic Press Edizioni) |
| Miglior Storia Breve                     | Uno Si Distrae Al Bivio. La Crudele Scalmana Di Rocco Scotellaro | Topolino e La Stella Che Cadde e Tornò nel Cielo (Roberto Gagnor e Giampaolo Soldati - Topolino 3015 - Panini Comics/Disney) 15 agosto (Germano Massenzio - In Form Of Art Press) [Coniglio] (Bianca Bagnarelli - Delebile - Mother) Uno Si Distrae Al Bivio. La Crudele Scalmana Di Rocco Scotellaro (Giuseppe Palumbo - Lavieri Edizioni) Femore Meraviglioso (Sara Pavan - Ernest, 2 - Antologia)                     |
| Miglior WebComics                        | www.verticalismi.it                                              | www.verticalismi.it - (AA.VV.) www.mammaiuto.it - (AA.VV.) www.facebook.com/sacroprofano.comic - (Mirka Andolfo) www.zerocalcare.it - (Zerocalcare) www.jenusdinazareth.com/pillole-di-jenus - (Don Alemanno) |
| Miglior Riedizione di un Classico        | La Cronaca Degli Insetti Umani                                   | Lucky Luke (Goscinny e Morris - Gazzettasport/Rcs) Verso Una Nobile Morte (Shigeru Mizuki - Rizzoli Lizard) La Cronaca Degli Insetti Umani (Osamu Tezuka - 001 Edizioni - Hikari) Howard The Duck/Marvel Omnibus (Steve Gerber/AA.VV. - Panini Comics) Zot! (Scott Mccloud e S. Di Virgilio - Bao Publishing) Zio Boris. L'integrale (Alfredo Castelli/Carlo Peroni e Daniele Fagarazzi - Panini Comics)                 |

## Edizione 2015
Per la XVII edizione del premio Micheluzzi, è stato assegnato il premio speciale "Magister" a Milo Manara ed il premio alla carriera ad Alfredo Castelli. La giuria è composta da Milo Manara (presidente), Iacopo Barison, David Riondino, Giancarlo Soldi e Matteo Stefanelli.
| Categoria                                | Vincitori | Candidati |
| ---------------------------------------- | --- | --- |
| Miglior Fumetto                          | Le ragazzine stanno perdendo il controllo. La società le teme. La fine è azzurra – Ratigher – Autoproduzione PrimaOMai | Dimentica il mio nome – Zerocalcare – BAO Publishing, Le ragazzine stanno perdendo il controllo. La società le teme. La fine è azzurra – Ratigher – Autoproduzione PrimaOMai, Lo strano caso del Dr. Ratkyll e di Mr. Hyde (su Topolino 3070/3071) – Bruno Enna e Fabio Celoni – Panini/Disney Italia, Fun – Paolo Bacilieri – Coconino Press, Gli Amari Consigli – Nicolò Pellizzon – BAO Publishing |
| Miglior Disegnatore                      | Paolo Bacilieri – Fun – Coconino Press                                                                                 | LRNZ – Golem – BAO Publishing Luigi Cavenago – Orfani – Sergio Bonelli Editore Fabio Celoni– Lo strano caso del Dr. Ratkyll e di Mr.Hyde (su Topolino 3070/3071) – Panini/Disney Italia Paolo Bacilieri – Fun – Coconino Press Andrea Bruno – Cinema Zenith/1 – Canicola Edizioni |
| Miglior Sceneggiatore                    | Bruno Enna - Saguaro - Sergio Bonelli Editore                                                                          | Casty – Topolino e i 7 Boglins (su Topolino 3077) – Panini/Disney Italia Leo Ortolani – Rat-Man – Panini Comics Bruno Enna - Saguaro - Sergio Bonelli Editore Giovanni Eccher – Nathan Never – Sergio Bonelli Editore Zerocalcare – Dimentica il mio nome – BAO Publishing |
| Miglior Serie dal Disegno Realistico     | Tex - AA.VV. - Sergio Bonelli Editore                                                                                  | Dragonero – Stefano Vietti e Luca Enoch/AA.VV. – Sergio Bonelli Editore Orfani (4-12) – Roberto Recchioni e Emiliano Mammucari/AA.VV. - Sergio Bonelli Editore Tex - AA.VV. - Sergio Bonelli Editore Highway to Hell – Victor Gischler, Davide “Boosta” Dileo, Riccardo Burchielli e Francesco Mattina – Panini Comics Long Wei – Diego Cajelli/AA.VV. – Editoriale Aurea                             |
| Miglior Serie dal Disegno non Realistico | Rat-Man - Leo Ortolani - Panini Comics                                                                                 | Rat-Man - Leo Ortolani - Panini Comics Football Club (su il Giornalino) – Beppe Ramello e Giuseppe Ferrario – Periodici San Paolo Le Strabilianti Imprese di Fantomius Ladro Gentiluomo (su Topolino) – Marco Gervasio – Panini/Disney Italia Tobia e l'oceano capovolto (Super G) – Otto Gabos – Periodici San Paolo Lupo Alberto – Silver – McK Publishing                                          |
| Miglior Fumetto Estero                   | Poco Raccomandabile - Chloé Cruchaudet - Coconino Press/Fandango                                                       | Poco Raccomandabile - Chloé Cruchaudet - Coconino Press/Fandango Come Prima – Alfred – BAO Publishing E la Chiamano Estate – Mariko e Jillian Tamaki – BAO Publishing Trillium – Jeff Lemire – Rw Lion Comics Hobo-mom – Max De Radiguès e Charles Forsman – Delebile Edizioni Il Muretto – Céline Fraipont e Pierre Bailly – Eris Edizioni                                                           |
| Miglior Serie Straniera                  | Occhio di Falco nn.6/11 - Matt Fraction/David Aja/AA.VV. - Panini Comics                                               | Soil n.1 – Atsushi Kaneko – Planet Manga Mix nn.1/3 – Mitsuru Adachi – Edizioni Star Comics Occhio di Falco nn.6/11 - Matt Fraction e David Aja - Panini Comics Annihilator nn.1/2 – Grant Morrison e Frazer Irving – Italycomics Blacksad (n.5): Amarillo – Juanjo Guarnido e Juan Díaz Canales – Rizzoli Lizard The Sandman: Overture n.1 – Neil Gaiman e J.H.Williams III – RW Lion Comics         |
| Miglior Storia Breve                     | Natale Nero da "Natali Neri e altre storie di guerra" - Fabio Visintin - ComicOut                                      | Minnie e il guaio coi fiocchi (su Topolino 3064) – Silvia Ziche – Panini/Disney Italia Natale Nero da "Natali Neri e altre storie di guerra" - Fabio Visitin - ComicOut Are you Lonesome Tonight – AkaB – This is not a love song Il Braccialetto – Cristina Portolano – su Work (Delebile Edizioni) Star Wars Episode VJJ – Giacomo Gambineri – su Wired Italia (febbraio 2014)                      |
| Miglior WebComics                        | To Be Continued, di Lorenzo Ghetti                                                                                     | To Be Continued, di Lorenzo Ghetti Johnny Dynamic, di Andrea Dotta Il Quarantenne Immaginario, di Sergio Varbella From Here to Eternity, di Francesco Guarnaccia Vivi e Vegeta, di Francesco Savino, Stefano Simeone |
| Miglior Riedizione di un Classico        | Tormenta Nera - Yoshihiro Tatsumi - BAO Publishing                                                                     | Miraclemen – Lo Scrittore Originale – Panini Comics Spirou e Fantasio L'Integrale – Franquin – RW Lineachiara Flash Gordon sul Pianeta Mongo – Alex Raymond – Editoriale Cosmo Tormenta Nera - Yoshihiro Tatsumi - BAO Publishing Signal to Noise – Neil Gaiman e Dave McKean – Edizioni BD Lady Snowblood – Kazuo Koike e Kazuo Kamimura – J-Pop                                                     |

## Edizione 2016
Per la XVIII edizione del premio Micheluzzi, è stato assegnato il premio speciale "Magister" a Silver.
La giuria è composta da Mauro Marcheselli (presidente), Gabriele Mainetti, Silvano Mezzavilla, Valeria Parrella e Francesca Fornario.
| Categoria                                | Vincitori                                                                  | Candidati |
| ---------------------------------------- | -------------------------------------------------------------------------- | --- |
| Miglior Fumetto                          | Il Porto Proibito – Teresa Radice e Stefano Turconi – BAO Publishing       | Quaderni Giapponesi – Igort – Coconino Press/ Fandango Editore, Biliardino – Alessio Spataro – BAO Publishing, Le Variazioni d'Orsay – Manuele Fior – Coconino Press/ Fandango Editore, Il Porto Proibito – Teresa Radice e Stefano Turconi – BAO Publishing, Viaggio a Tokyo – Vincenzo Filosa – Canicola |
| Miglior Disegnatore                      | Igort – Quaderni Giapponesi – Coconino Press/ Fandango Editore             | Stefano Turconi - L'Isola del tesoro (Topolino nn.3094/3096) - Panini/Disney Italia Igort – Quaderni Giapponesi – Coconino Press/ Fandango Editore Andrea Bruno - Cinema Zenit/2 - Canicola Manuele Fior - Le Variazioni d'Orsay – Coconino Press/ Fandango Editore Corrado Mastantuono - Tex (nn.651/652/653) Luna Insanguinata - Sergio Bonelli Editore |
| Miglior Sceneggiatore                    | Alessandro Tota - Il Ladro di Libri - Coconino Press/ Fandango Editore     | Alessandro Bilotta - La Casa delle Memorie (Dylan Dog Speciale n.29) - Sergio Bonelli Editore Teresa Radice - Il Porto Proibito - BAO Publishing Casty - Tutto Questo Accadrà Ieri (Topolino n.3130) - Panini / Disney Italia Marco Tabilio - Marco Polo: Le Vie della Seta - Becco Giallo Alessandro Tota - Il Ladro di Libri - Coconino Press/ Fandango Editore |
| Miglior Serie dal Disegno Realistico     | Lilith – Luca Enoch – Sergio Bonelli Editore                               | Dragonero – Stefano Vietti e Luca Enoch/AA.VV. – Sergio Bonelli Editore Coney Island – Gianfranco Manfredi, Giuseppe Barbati, Bruno Ramella – Sergio Bonelli Editore Lilith – Luca Enoch – Sergio Bonelli Editore Real Life – Alessandro Ferrari, Paola Barbato, Micol Beltramini, Barbara Baraldi – Panini Comics Tex nn.651-662 – AA.VV. – Sergio Bonelli Editore |
| Miglior Serie dal Disegno non Realistico | Rat-Man - Leo Ortolani - Panini Comics                                     | Rat-Man - Leo Ortolani - Panini Comics Le avventure di Fantomius – Marco Gervasio – Panini Comics (su Topolino nn.3107-3108) Topolino e l’impero Sottozero – Casty – Panini Comics (su Topolino nn.3092-3093) Pippo Reporter – Teresa Radice, Stefano Turconi – Panini Comics (su Topolino 3089, 3112, 3126) Fumettisti ragguardevoli – Tuono Pettinato – Baldini & Castoldi (su Linus)                                                                                            |
| Miglior Fumetto Estero                   | Il Celestiale Bibendum – Nicolas de Crecy – Eris Edizioni                  | Sam Zabel – Dylan Horrocks – Bao Publishing Qui – Richard McGuire – Rizzoli Lizard Gli Ignoranti – Etienne Davodeau – Porthos Il Celestiale Bibendum – Nicolas d Crecy – Eris Edizioni Il cane che guarda le stelle – Takashi Murakami – J-Pop Beowulf – David Rubin – Tunué |
| Miglior Serie Straniera                  | Blast voll.3-4 – Manu Larcenet – Coconino Press / Fandango Editore         | Sex Criminals voll. 1-2 – Matt Fraction, Chip Zdarsky – Bao Publishing Blast voll.3-4 – Manu Larcenet – Coconino Press / Fandango Editore Wet Moon – Atsushi Kaneko – Star Comics Batgirl – Cameron Stewart, Brenden Fletcher, Babs Tarr – RW Lion Lumberjanes voll. 1-2 – Noelle Stevenson, Grace Ellis, Brook Allen – Bao Publishing Ms. Marvel nn.5-15, di G. Willow Wilson, Jake Wyatt, Adrian Alphona e Takeshi Miyazawa – (su Incredibili Avengers nn.21-28) – Panini Comics |
| Miglior Storia Breve                     | Kobane Calling – Zerocalcare – (su Internazionale n.1085) – Internazionale | Kobane Calling – Zerocalcare – (su Internazionale n.1085) – Internazionale Tutto questo accadrà ieri – Casty, Massimo Bonfatti – (su Topolino n.3130) – Panini Comics Per sempre Altrove / Altrove Per sempre – Francesco Guarnaccia, Lorenzo Ghetti – Mammaiuto Dick Tracy in: Braccio di Ferro – Ratigher – (su Linus n.599) – Baldini & Castoldi I giorni della merla – Manuele Fior – (in L’età della febbre. Storie di questo tempo) – Minimum Fax                            |
| Miglior WebComics                        | Vivi e Vegeta, di Francesco Savino e Stefano Simeone                       | From Here to Eternity, di Francesco Guarnaccia Vivi e Vegeta, di Francesco Savino e Stefano Simeone Ross, di Claudia “Nuke” Razzoli To Be Continued, di Lorenzo Ghetti Rusty Dogs, di Emiliano Longobardi, AA.VV. |
| Miglior Riedizione di un Classico        | Dr. Slump Perfect Edition vol.1 – Akira Toriyama – Edizioni Star Comics    | Il Mago di Oz – Anna Brandoli, Renato Queirolo – ComicOut Hitler – Shigeru Mizuki – Rizzoli Lizzard Maison Ikkoku Perfect Edition nn.1-9 – Rumiko Takahashi – Star Comics The ‘Nam vol. 1 – Lettere dal fronte – Doug Murray, Michael Golden – Panini Comics Zenith: Fase Uno – Grant Morrison, Steve Yeowell – Panini Comics Dr. Slump Perfect Edition vol.1 – Akira Toriyama – Edizioni Star Comics                                                                              |

## Edizione 2017
Per la XIX edizione del premio Micheluzzi è stato assegnato per la prima volta il premio del pubblico "Mondadori", vinto da Sarah Andersen per il suo Crescere, che palle! (Becco Giallo). 
La giuria è composta da Roberto Recchioni, "Magister" della XIX edizione di Napoli Comicon, Alessandro Borghi, Marianne Mirage, Licia Troisi e Ferruccio Giromini.
| Categoria                                | Vincitori                                                                              | Candidati |
| ---------------------------------------- | -------------------------------------------------------------------------------------- | --- |
| Miglior Fumetto                          | Kobane calling – Zerocalcare – Bao Publishing                                          | Cosmo – Marino Neri – Coconino Press – Fandango Da quassù la terra è bellissima – Toni Bruno – Bao Publishing Duckenstein (Topolino nn. 3179 – 3180) – Bruno Enna, Fabio Celoni, Luca Merli – Panini Comics Kobane calling – Zerocalcare – Bao Publishing Sputa tre volte – Davide Reviati – Coconino Press – Fandango |
| Miglior Disegnatore                      | Gigi Cavenago (Dylan Dog n. 361) – Sergio Bonelli Editore                              | Paolo Bacilieri (More FUN) – Coconino Press – Fandango Lorena Canottiere (Verdad) – Coconino Press – Fandango Gigi Cavenago (Dylan Dog n. 361) – Sergio Bonelli Editore Gipi (La terra dei figli) – Coconino Press – Fandango Angela Vianello (Blue n.1) – Shockdom |
| Miglior Sceneggiatore                    | Davide Reviati (Sputa tre volte) – Coconino Press – Fandango                           | Alessandro Bilotta (La macchina umana su Dylan Dog 356) – Sergio Bonelli Editore Casty (Topolino e qualcosa nel buio su Topolino n. 3146) – Panini Comics Bruno Enna (Duckenstein su Topolino nn. 3179 – 3180) – Panini Comics Leo Ortolani (Rat-Man nn. 113 a 117) – Panini Comics Davide Reviati (Sputa tre volte) – Coconino Press – Fandango                                                                                  |
| Miglior Serie dal Disegno Realistico     | Dragonero nn. 32 a 43 – AA. VV. – Sergio Bonelli Editore                               | CARDO / DECUMANO nn. 1-2 – Andrea Settimo – delebile edizioni Dampyr nn. 196 a 199 – AA. VV. – Sergio Bonelli Editore Dragonero nn. 32 a 43 – AA. VV. – Sergio Bonelli Editore Nathan Never Annozero (nn. 1 a 6) – Bepi Vigna, Roberto De Angelis – Sergio Bonelli Editore Noumeno n. 4 – Lucio Staiano, Marco Rincione, Vincenzo Balzano, Giulio Rincione, Francesco Chiappara – Shockdom                                        |
| Miglior Serie dal Disegno non Realistico | Rat-Man Collection nn. 113 a 117 – Leo Ortolani – Panini Comics                        | Fantomius (Topolino nn. 3139 – 3142- 3145) – Marco Gervasio – Panini Comics Millennials nn. 1 e 2 – Lorenzo Ghetti, La Nuke (Claudia Razzoli) – Autoproduzione Quando c’era LVI nn. 1 a 3 – Daniele Fabbri, Stefano Antonucci – Shockdom Rat-Man Collection nn. 113 a 117 – Leo Ortolani – Panini Comics Slam Duck (Topolino nn. 3158, 3159, 3160, 3161) – Francesco Artibani, Claudio Sciarrone – Panini Comics                  |
| Miglior Fumetto Estero                   | Patience – Daniel Clowes – Bao Publishing                                              | Avventure polari. Esteban – Matthieu Bonhomme – ReNoir Comics I guardiani del Louvre – Jirō Taniguchi – Rizzoli Lizard La casa – Paco Roca – Tunué Morire in piedi – Adrian Tomine – Rizzoli Lizard Patience – Daniel Clowes – Bao Publishing Tungsteno – Marcello Quintanilha – Edizioni BD |
| Miglior Serie Straniera                  | Sunny nn. 3 a 6 – Taiyo Matsumoto – J-Pop                                              | Gintama nn. 11 a 22 Hideaki Sorachi – Star Comics Injection n. 1 – Warren Ellis, Declan Shalvey, Jordie Bellaire – saldaPress Last Man nn. 5 a 7 – Balak, Bastien Vivès, Michaël Sanlaville – Bao Publishing Southern bastards nn. 1 e 2 – Jason Aaron, Jason Latour – Panini Comics Sunny nn. 3 a 6 – Taiyo Matsumoto – J-Pop Visione. Un po’ peggio di un uomo. n. 1 – Tom King, Gabriel Hernandez Valta – Panini Comics        |
| Miglior Storia Breve                     | Nobisi (su Le Piccole Morti) – Brian Freschi, Flavia Biondi – Manticora Autoproduzioni | Come diventai fumettista (su Corriere della sera – La Lettura 24/4/2016) – Tuono Pettinato – RCS Il John Ford Point (su Armata Spaghetto n.1) – Maurizio Lacavalla, Michele Bolzani – Sciame Press Manzone (su Manzone n.1) – Ugo Schiesaro – delebile edizioni Nobisi (su Le Piccole Morti) – Brian Freschi, Flavia Biondi – Manticora Autoproduzioni Topolino e qualcosa nel buio (su Topolino n. 3146) – Casty – Panini Comics |
| Miglior WebComics                        | Aqualung – Stagione 2 – di Jacopo Paliaga, French Carlomagno                           | Aqualung – Stagione 2 – di Jacopo Paliaga, French Carlomagno Cavalier Inservente – di Francesco Guarnaccia Gli scogli di Taranto – di Mattia Moro To Be Continued (S02E14—S02E34 /S03E01—S03E13) – di Lorenzo Ghetti Tumorama – di Cammello Un’altra via – di Lorenzo Palloni |
| Miglior Riedizione di un Classico        | The complete Terry e i pirati (1934-1936) – Milton Caniff – Editoriale Cosmo           | Bravo for adventure. L’integrale – Alex Toth – Nona Arte Edgar Allan Poe – Dino Battaglia – Nicola Pesce Editore Jones e altri sogni – Franco Matticchio – Rizzoli Lizard Perramus. L’integrale – Juan Sasturian, Alberto Breccia – 001 Edizioni The complete Terry e i pirati (1934-1936) – Milton Caniff – Editoriale Cosmo Una gru infreddolita. Storia di una geisha – Kazuo Kamimura – J-Pop                                 |

## Edizione 2018
| Categoria                                | Vincitori                                                                   |
| ---------------------------------------- | --------------------------------------------------------------------------- |
| Miglior fumetto                          | Luna del mattino - Francesco Cattani (Coconino Press - Fandango)            |
| Miglior disegnatore                      | Barbara Baldi - Lucenera (Oblomov Edizioni)                                 |
| Miglior sceneggiatore                    | Alessandro Bilotta - Mercurio Loi nn. 4-7 (Sergio Bonelli Editore)          |
| Miglior serie dal disegno realistico     | Mercurio Loi - AA. VV. nn. 1-7 (Sergio Bonelli Editore)                     |
| Miglior serie dal disegno non realistico | Graveyard kids - Davide Minciaroni - nn. 1-2 (Autoproduzione - Doner Club)  |
| Miglior fumetto estero                   | Stupor mundi - Néjib (Coconino Press - Fandango)                            |
| Miglior serie straniera                  | Dead Dead Demons Dededede Destruction - Inio Asano - nn. 1-4 (Planet Manga) |
| Miglior riedizione di un classico        | Quimby the Mouse - Chris Ware (Oblomov Edizioni)                            |
| Migliore storia breve                    | Chair de poule - Lonnie Bao - Melagrana (Attaccapanni Press)                |
| Miglior WebComics                        | I tre cani - di Samuel Daveti e Laura Camelli                               |
| Miglior fumetto per ragazzi              | La zona rossa - Silvia Vecchini e Sualzo (Editrice Il Castoro)              |
| Premio "Nuove strade"                    | Spugna                                                                      |
| Premio del pubblico Mondadori            | Macerie Prime, di Zerocalcare (BAO Publishing)                              |

## Edizione 2019
| Categoria                         | Vincitori                                                                                               |
| --------------------------------- | --- |
| Miglior fumetto                   | Super Relax, di Dr. Pira (Coconino Press - Fandango)                                                    |
| Miglior disegnatore               | Tramezzino, di Paolo Bacilieri (Canicola Edizioni)                                                      |
| Miglior sceneggiatore             | Il futuro è un morbo oscuro; dr. Zurich, di Alessandro Lise e Alberto Talami (Becco Giallo)             |
| Miglior fumetto estero            | La mia cosa preferita sono i mostri, di Emil Ferris; tradotto da Michele Foschini (Bao Publishing)      |
| Miglior serie straniera           | Berlin (3 volumi), di Jason Lutes; tradotto da Valerio Stivè (Coconino Press - Fandango)                |
| Miglior riedizione di un classico | Sono un giovane mediocre, di Gérard Lauzier; tradotto da Boris Battaglia (Rizzoli Lizard)               |
| Premio "Nuove strade"             | Eliana Albertini                                                                                        |
| Premio del pubblico Mondadori     | Dragon Ball: Full Color (Star Comics)                                                                   |
| Miglior opera prima               | Romanzo esplicito, di Fumettibrutti (Feltrinelli Comics)                                                |
| Miglior serie italiana            | Mercurio Loi, di Alessandro Bilotta et al. (Sergio Bonelli Editore)                                     |
| Premio "Giovani letture"          | Ariol (volumi 1 & 2), di Emmanuel Guibert e Marc Boutavant; tradotto da Caterina Ramonda (Becco Giallo) |
| Premio alla carriera              | Giovanni Ticci                                                                                          |

## Edizione 2020
| Categoria                         | Vincitori                                                                                  |
| --------------------------------- | ------------------------------------------------------------------------------------------ |
| Miglior fumetto                   | Mercedes, di Daniel Cuello (BAO Publishing)                                                |
| Miglior disegno                   | Mercy 1, di Mirka Andolfo (Panini Comics)                                                  |
| Miglior sceneggiatore             | Sniff, di Fulvio Risuleo (Coconino Press - Fandango)                                       |
| Miglior fumetto estero            | La mia prima volta, di Kabi Nagata; tradotto da Carlotta Spiga (J-Pop Manga)               |
| Miglior serie straniera           | Days of Hate 1/2, di Aleš Kot e Danijel Žeželj; tradotto da Valerio Stivè (Eris Edizioni)  |
| Miglior riedizione di un classico | Io sono Shingo 1/3, di Kazuo Umezz; tradotto da Ernesto Cellie e Chieko Toba (Star Comics) |
| Premio "Nuove strade"             | Tommy Gun Moretti                                                                          |
| Miglior opera prima               | Cheese, di ZUZU (Coconino Press - Fandango)                                                |
| Miglior serie italiana            | Cosma e Mito, di Vincenzo Filosa (Coconino Press - Fandango)                               |
| Premio "Giovani letture"          | Dog Man 3/4, di Dav Pilkey; tradotto da Clementina Coppini (Piemme)                        |
| Premio alla carriera              | Massimo Mattioli                                                                           |

## Edizione 2022
| Categoria                         | Vincitori                                                                              |
| --------------------------------- | -------------------------------------------------------------------------------------- |
| Miglior fumetto                   | Fiordilatte, Miguel Vila (Canicola)                                                    |
| Miglior disegno                   | Nippon Monogatari, Elisa Menini (Oblomov)                                              |
| Miglior sceneggiatura             | Le parole possono tutto, Silvia Vecchini (Il Castoro)                                  |
| Miglior Graphic Novel straniero   | Il fiume di notte, Kevin Huizenga; trad. Leonardo Rizzi (Coconino Press)               |
| Miglior serie straniera           | Asadora!, Naoki Urasawa; trad. Manuela Capriati (Panini Comics)                        |
| Miglior riedizione di un classico | Tredici notti di rancore, Kazuo Kamimura; trad. Paolo La Marca (Coconino Press)        |
| Miglior opera prima               | Sindrome Italia, Tiziana Francesca Vaccaro e Elena Mistrello (BeccoGiallo)             |
| Miglior serie italiana            | Calisota summer cup, Marco Nucci e Stefano Intini (Panini Comics)                      |
| Premio "Giovani letture"          | Mule Boy e il troll dal cuore strappato, Øyvind Torseter; trad. Alice Tonzig (Beisler) |
| Premio alla carriera              | Eiichirō Oda                                                                           |

## Edizione 2023
| Categoria                         | Vincitori |
| --------------------------------- | --- |
| Miglior fumetto                   | La gabbia, Silvia Ziche (Feltrinelli Comics)                                                                             |
| Miglior disegno                   | Primordial, Andrea Sorrentino (Bao Publishing)                                                                           |
| Miglior sceneggiatura             | Hypericon, Manuele Fior (Coconino Press)                                                                                 |
| Miglior Graphic Novel straniero   | Ascolta, bellissima Marcia, Marcello Quintanilha; trad. Roberto Francavilla e Elena Manzato (Coconino Press)             |
| Miglior serie straniera           | Adabana. Fiori effimeri, Non; trad. Asuka Ozumi (Dynit Manga)                                                            |
| Miglior riedizione di un classico | Buon Natale! Corrierino. Il Natale a fumetti, nel secolo scorso (1908-1968), AA. VV. (ComicOut)                          |
| Miglior opera prima               | Mor. Storia per le mie madri, Sara Garagnani (Add Editore)                                                               |
| Miglior serie italiana            | Eternity, Alessandro Bilotta e Sergio Gerasi (Sergio Bonelli Editore)                                                    |
| Premio "Giovani letture"          | Ex-AEQUO Caterina e i Capellosi, Alessandro Tota (Canicola) e Isa vince tutto, Lorenzo Ghetti e Rita Petruccioli (Rulez) |

## Edizione 2024
La giuria era composta da Baru (presidente), Matteo Bussola, Grazia Gotti, Simone Laudiero e Lorenzo Zurzolo.
| Categoria                         | Vincitori                                                                     |
| --------------------------------- | ----------------------------------------------------------------------------- |
| Miglior fumetto                   | Stacy, Gipi (Coconino Press)                                                  |
| Miglior disegno                   | Diario di una cagna, Grazia La Padula (Oblomov Edizioni)                      |
| Miglior sceneggiatura             | Fortezza Volante, Lorenzo Palloni (Minimum Fax)                               |
| Miglior Graphic Novel straniero   | Entra., Will McPhail; trad. Francesco Pacifico (Tunué)                        |
| Miglior serie straniera           | Hirayasumi, Keigo Shinzo; trad. Matteo Cremaschi (J-Pop Manga)                |
| Miglior riedizione di un classico | Skin, Peter Milligan e Brendan McCarthy; trad. Flavio Frezza (Red Star Press) |
| Miglior opera prima               | Nato in Iran, Majid Vita (Canicola Edizioni)                                  |
| Miglior serie italiana            | Kroma, Lorenzo De Felici (SaldaPress)                                         |
| Premio "Giovani letture"          | Il postino spaziale, Guillaume Perreault; trad. Federico Appel (Sinnos)       |

## Premio Nuove strade
Il premio "Nuove strade" nasce nel 2000, dalla collaborazione tra Napoli Comicon ed il Centro fumetto "Andrea Pazienza" di Cremona (CfAPaz) sul progetto Futuro Anteriore (mostra e catalogo/albo itinerante di fumetto d'autore italiano giovane). Dallo stesso anno si pensò di affiancare i Premi Micheluzzi con questo premio, da assegnare ad un talento emergente del fumetto italiano, distintosi per la produzione nell'anno precedente, e da ricercare in chi interpreta il linguaggio del fumetto in modo innovativo e sperimentale.
| Anno | Vincitore                                  |
| ---- | ------------------------------------------ |
| 2000 | Andrea Bruno                               |
| 2001 | Antonio Pepe/Dario Morgante                |
| 2002 | Alessio Spataro                            |
| 2003 | Marco Corona ex aequo con Michele Petrucci |
| 2004 | Mabel Morri                                |
| 2005 | Luca Genovese ex aequo con Maicol & Mirco  |
| 2006 | Giacomo Nanni                              |
| 2007 | Paolo Parisi                               |
| 2008 | Luca Vanzella                              |
| 2009 | Luana Vergari ex aequo con Tuono Pettinato |
| 2010 | Francesco Cattani                          |
| 2011 | Alessandro Lise/Alberto Talami             |
| 2012 | Marino Neri                                |
| 2013 | Tiziano Angri                              |
| 2014 | Bianca Bagnarelli                          |
| 2015 | Silvia Rocchi                              |
| 2016 | Francesco Guarnaccia                       |
| 2017 | Martoz                                     |
| 2018 | Spugna                                     |
| 2019 | Eliana Albertini                           |
| 2020 | Tommy Gun Moretti                          |

## Premio laRepubblica XL
Il premio La Repubblica XL viene assegnato al "miglior fumetto italiano" pubblicato nell'anno precedente e viene selezionato tramite una votazione popolare. La premiazione si svolge a Napoli Comicon in apertura della cerimonia dei premi Micheluzzi.
| Anno | Vincitore                                                               |
| ---- | ----------------------------------------------------------------------- |
| 2013 | Orfani (Bonelli Editore) di Roberto Recchioni e Emiliano Mammucari      |
| 2014 | Il mondo così com'è (Rizzoli Lizard) di Tiziano Scarpa e Massimo Giacon |
| 2015 | Anubi (Grrrz Comic Art Book) di Simone Angelini e Marco Taddei          |
| 2016 | Palla rossa palla blu (Bao Publishing) di Maicol & Mirco                |